# Бассетт (Канзас)
Бассетт (англ. Bassett) — місто (англ. city) в США, в окрузі Аллен штату Канзас. Населення — 20 осіб (2020).

## Географія
Бассетт розташований за координатами 37°54′29″ пн. ш. 95°24′30″ зх. д. / 37.90806° пн. ш. 95.40833° зх. д. (37.907929, -95.408366).  За даними Бюро перепису населення США в 2010 році місто мало площу 0,25 км², з яких 0,16 км² — суходіл та 0,08 км² — водойми.

## Демографія
Згідно з переписом 2010 року, у місті мешкало 14 осіб у 5 домогосподарствах у складі 4 родин. Густота населення становила 57 осіб/км².  Було 10 помешкань (40/км²).
Расовий склад населення:
| - 100,0 % — білих |

До двох чи більше рас належало 0,0 %. Частка іспаномовних становила 0,0 % від усіх жителів.
За віковим діапазоном населення розподілялося таким чином: 28,6 % — особи молодші 18 років, 71,4 % — особи у віці 18—64 років, 0,0 % — особи у віці 65 років та старші. Медіана віку мешканця становила 38,0 року. На 100 осіб жіночої статі у місті припадало 180,0 чоловіків;  на 100 жінок у віці від 18 років та старших — 100,0 чоловіків також старших 18 років.
Цивільне працевлаштоване населення становило 2 особи. Основні галузі зайнятості: виробництво — 100,0 %.